# 박보경 (신학자)
박보경(Park Bokyoung, 1965년 7월 8일 - )은 대한민국의 신학자 그리고 장로회신학대학교에서 선교학 교수로 있다. 현재 한국복음주의 선교신학회 편집위원, 한국복음주의 선교신학회 편집위원, International Association for Mission Studies  부회장 및 아시아대표 (2016년 - ), 한국로잔위원회 중앙위원 (2010년 - ), 아시아로잔위원회 실행위원 (2013년- ), 그리고 현재 세계선교학회 회장(2023-2026)이며, 현재 한국얌스펠로쉽 대표이다.한국교회의 여성연구과 여성선교사 연구의 전문가로 평가받는다. 신학자·목회자를 위한 힐링의 안식처 양평 ‘아둘람의 집’을 운영하고 있다.

## 학력
- 경북대학교 자연과학대학 생물학과 (B. S.),
- 장로회 신학대학교 신학대학원 신학과 (M.Div.)
- Wartburg Theological Seminary (S.T.M.)
- Fuller Theological Seminary (Pre-Doctorate Program)
- Fuller Theological Seminary (Ph. D. in Intercultural Studies)

## 경력
- 현, 세계선교학회 회장 (2023-2026)
- 세계선교학회 부회장 (2016-2022)
- Bethesda Theological Seminary
- World Mission University
- 강원재활교회 담임목사 역임.
- 남가주사랑의 교회 교육부 전도사 (미국 엘에이 소재) 역임
- 영은교회 교육부전도사 (서울소재) 역임.
- 현, 구리목양교회 협동목사
- 현, 한국복음주의 선교신학회, 정회원 및 편집위원한국복음주의 선교신학회, 정회원 및 편집위원
- 현, 한국선교신학회 정회원, 및 임원
- 현, International Association for Mission Studies , 부회장 및 아시아대표 (2016년 - )
- 현, 한국로잔위원회 중앙위원 (2010년 - ) 아시아로잔위원회 실행위원 (2013년- )
- 현, 한국얌스펠로쉽 대표 (2020년 - )
- 현, Eccelsial Futures, Editorial Board Members (2020년 - )
- 현, Alliance for Mission Researchers and Institutions, Steering Members (2018 - )

## 저서
1. 로저 그린웨이 저, 박보경 역, 『도시: 선교의 새로운 개척지』, 서울: 미션 아카데미, 2004.
2. 박보경, 『선교와 여성』 , 장로회신학대학교 출판부 2008.
3. 안승오 박보경 공저, 『현대선교학개론』 , 기독교서회, 2008.
4. 박보경 외, 『장로회신학대학교 여동문회 50년사』 , 장신대 여동문회 50년사 출판위원회, 2009.
5. 박보경 등 공역, 『세계선교학개론 : 21세기 삼위일체 선교학, 선교신학』 , 도서출판 비엔비, 2013
6. 박보경, 『교회, 여성, 하나님의 선교』 , 장로회신학대학교 출판부, 2013.
7. 공저, 『한국교회와 세계선교』, 도서출판 케노시스, 2014.
8. 박보경, 『 통전적 복음주의 선교학』 , 서울: 도서출판 케노시스,2016.
9. 공저, 『로잔운동의 선교동향』, 도서출판 케노시스, 2016
10. 공저, 『로잔운동의 신학과 실천』, 도서출판 케노시스, 2017.
11. 도날드 맥가브란 저, 최동규, 박보경 , 황병배, 이대헌 역, 『교회성장이해』 , 기독교서회, 2017.

## 논문
1. “한국교회의 효과적인 미래목회를 위한 여성리더십의 중요성에 관한 연구,” 제 1회 소망포럼대회 발표, 2004년 10월 26일.
2. "제주괸당문화속에서의 효과적인 선교전략: 통전적 교회성장의 관점에서," 제주사랑선교회 심포지움, 제주기독교선교회관, 2007년
3. "선교지도자의 영적 리더십개발을 위한 제언" , 백석선교문화원 선교포럼, 백석대학교. 2009년.
4. "1912년 타문화선교 파송결의 당시 연삭적 사건과 의의 "에 대한 논찬, 한국교회의 해외선교 100주년 기념세미나, 한국세계선교협의회 주관 2012년 10월 25일, 남대문교회,
5. "여성목회자, 오늘의 선교를 말한다: 지역교회선교 어떻게 할것인가", 2012 개혁주의 생명신학 실천을 위한 여성목회선교학교 2012년 11월 19일, 백석대학교
6. "선교사와현지교회의 파트너십'에 대한 논찬"에 대한 논찬, ,Korean World Mission Fellowship 2018 중앙위원회 총회 및 제 8차 지도력 개발회의, 2018년 3월 28일, 태국 방콕.
7. "Evangelism Methods in Korea," Council for World Mission Evangelism Consultation, 2013년 말레이시아 힐튼호텔,
8. "Korean Women's Contribution to Educational Mission", International Association for Mission Studies, 2016년 8월 15일, 서울.
9. "여성 선교사로서의 서서평", 서서평 선교사 학술대회, 한일장신대학교, 2016년 4월 29일.
10. "애니 베어드의 선교사역: 여성선교사의 관점에서," 애니 베어드 서거 100주년 기념 국제학술대회 2016sus 10월 13일, 숭실대학교
11. "A Hidden Figure of Korean Mission History: Life and Ministry of Kwang-Myung Kim," American Society for Missiology, 2017년 6월 21일, Chicago,USA
12. "Korean Expression of Misisonal Church," 체코 연초 목회자 대회, 2018년 1월 26일, 프라하.
13. "한국전쟁과 한국교회의 역할: 전쟁과 평화에 대한 선교학적 단상", 한국기독교문화연구원 정기학술대회, 2018년 10월 26일, 숭실대학교
14. "CWM Pacific and East Asia Theological Education Consultation", 2018년 10월 23일, Tanoa International Hotel, Nadi, Fiji
15. "Healing of Brokenness and Hope for Restoration: A Korean Woman's View," Council for World Mission East Asian 2018 Regional Assembly, 2018년 4월 27일,Village Hotel Albert Court, Singapore.
16. "PCK선교 구조개혁에 대한 논찬", 예장통합세계선교사회 Mission Summit, 2017년 1월 27일, 자카르타
17. "펜데믹시대의 교회의 선교를 위한 교훈" 언더우드선교상 시상식 기념강좌, 2020년 10월 12일, 연세대학교 루스채플,
18. “여성선교사의 사역방향 제시와 케어방안, 선교타임즈, 2007년 4월여성선교사의 사역방향 제시와 케어방안, 『선교타임즈』 , 2007년 4월
19. “한국교회의 선교지향적 교회모델을 향하여” 『교회와 신학』, 2003년 겨울호, 55호, Pp. 54-61.
20. “한국 교회 여성의 타문화권 선교” 『한국선교 KMQ』, Vol 3, No. 2, 2003, 겨울호. Pp. 70-74.
21. “한국교회의 효과적인 선교사역을 위한 여성선교리더십의 개발, 『한국선교 KMQ』 , 2006년 4월
22. “2010 케이프타운 로잔대회에 나타난 선교신학적 이슈 『한국선교, KMQ』 , 2010년 12월.

English Writings
1. "Gender Inclusive Leadership in Korean Church," in Asia Pacific Journal of Theology, 2015. 11.
2. "Women's Role in Korean Missionary Movement," in Journal of Asia Mission, May 2017.
3. "Female Korean Missionary: Agents of God's Mission," in Journal of Asia Mission, Oct. 2017.
4. "Korean Women Missionaries: Agents of God's Mission," in Contemporary Mission Theology: Engaging the Nations, edited by Robert Gallagher and Paul Hertig, Orbis Books, 2017.
5. "Feminism and Missiology," in Footprint of God: A Narrative Theology of Mission, edited by Charles Van Engen, MARC Publication, 1999.
6. "A Possible Implementation of Incarnational Evangelism in Korean Context," Mission Theology [Journal of Korean Association for Mission Studies], Feb. 2014.
7. "History of Korean Women's Missionary Movement," Korean Church, God's Mission and World Christianity., Regnum Press, 2014
8. "Korean Women in Cross-Cultural Ministry, in case of Presbyterian Church of Korea," Mission and Theology [a Journal of Center for World Mission of PUTS] December 2003.
9. “The Search for Biblical Equality in Church Life: A Korean Woman’s Journey.” Mutuality, Christians for Biblical Equality. Spring, 2000.
10. ."Partnership between Women and Men in Transforming Theological Education in Asia" Korean Presbyterian Journal of Theology, May 2006.
11. " Korean Women in Cross-Cultural Ministry: In Case of Presbyterian Church of Korea,” Mission and Theology, Vol. X, Winter, 2003. Pp. 295-318.
12. “Evaluation of the Church Growth Movement of the Presbyterian Church of Korea: Applying Orlando Costas' Framework of Holistic Church Growth, Church Growth Movement Support Headquarters: White Paper, 한국장로교출판사, 2019년 7월.
13. “The Contribution of Korean Christian Women to the Church and Its Mission: Implication for an Evangelical Missiology.” Ph. D. Dissertation, Fuller Theological Seminary, 1999.
14. “Joan of Arc: Her Story by Regine Pernoud and Marie-Veronique Clin,” Missiology, April 2001. (Book Review)
15. “Envisioning a New Heaven and New Earth. by Lalrinwmi Ralte,” Missiology, October 2000. (Book Review)

### 국내 학술지 기고된 글들
1. “여성 사역자의 선교적 모범” , 『선교와 신학』 제 9집. 2002년 6월. 장로회 신학대학교 출판부, Pp.151-178
2. “타문화권 선교에서 한국여성의 역할,” 『선교와 신학』 제 10집, 장로회 신학대학교 출판부, Pp.156-175. 2002년 12월 호.
3. “효과적인 전도와 교회성장” , 『선교와 교회성장: 선교신학 7집』, 한들 출판사, 2003. Pp. 127-148.
4. “한국여성신학에 대한 선교학적 평가,” 『장신 논단』, 2003년 12월. Pp. 515-538.
5. “기독교선교가 초기 한국여성의 삶에 미친 영향”, 『선교와 신학』, 2004년 6월, Pp. 85-113.
6. “지역교회의 통전적 성장을 위한 여성목회자의 리더십개발에 관한 연구” 『기독교사회연구』, 숭실대학교 기독교사회연구소, 2004년 12월. Pp. 49-79.
7. " 19세기 개신교선교에 있어서의 여성의 역할" 『장신논단』 23 집 (2005년), Pp. 391-421.
8. “미래 목회를 위한 여성리더십,” 『교회와 신학』 2005년 여름호, 제 61호. Pp. 35-43.
9. "다양한 전도전략의 신학적 평가와 대안모색," 『교회와 신학』 2005년 가을호, Pp.53-69.
10. “한국장로교회 초기여성선교사의 사역과 선교학적 의의 (1908-1942)", 『 선교와 신학』 , 2007. 6월.
11. “한국교회의 통전적 교회성장의 모색”, 『교회와 신학』 , 2007년 6월.
12. “포스트모던시대의 새로운 전도전략의 모색”, 『장신논단』 , 2007년 8월.
13. “선교적 해석학의 모색”, 『선교신학』 , 2008년 4월.
14. “여성목회현장분석과 여성사역전문화를 위한 과제”, 『장신논단』 , 2008년 8월.
15. “선교교육에 잇어서의 봉사학습”, 『 봉사를위한, 봉사를 통한 학습』 , 2008년 9월.
16. “통일한국사회의 남북여성들의 하나됨을 위한 선교학적 고찰”, 『한국기독교신학논총』 , 2009년 7월.
17. “단기선교의 건강한 시스템 구축”, 『선교신학』 , 2009년 11월.
18. “타문화권 선교사의 영적 리더십 개발을 위한 제언”, 『장신논총』 , 2010년 2월.
19. “에딘버러 선교사대회에 나타난 여성에 대한 견해”, 『선교와 신학』 , 2010년 7월.
20. “1950년 한국전쟁 당시 한국교회의 역할”, 『선교와 신학』 , 2010년 8월.
21. “여성선교사의 리더십증진을 위한 방안”, 『장신논단』 , 2010년 12월.
22. “세계선교와 여성: 남녀관계에대한 성경적 접근”, 『선교와 신학, 2011년 2월.
23. “영적 전쟁(Spiritual Warfare)이론에 대한 비판적 고찰”, 『선교신학』 , 2011년 11월.
24. “예장 통합교단의 전도운동에 대한 선교신학적 평가 ”, 『장신논총』 , 2012년 2월.
25. “에큐메니칼 운동과 여성”, 『에큐메니즘 A to Z까지』 , 대한기독교서회, 2012년 2월.
26. “한국 복음주의 진영 안에서의 여성사역 실천 모색”, 『장신논단』 ,2012년 7월.
27. "복음주의 진영의 선교적 회중 모색," 『선교신학』 , 2013년 2월.
28. "예장통합교단의"예장통합교단의 만사운동에 대한 교회성장학적 평가," 『장신논단 2013. 12월.
29. "대집단 강의에서의 소그룹 협동학습을 통한 학생의 자기주도적 학습 모색," 『교수학습에 관한 연구논문집』 , 2014년 9월.
30. "지역사회개발선교와 연계한 타문화권교회개척:총체적 선교관점에서," 『교회와 선교』 , 2015년 2월.
31. "로잔운동에 나타난 화해로서의 선교," 『선교와 신학』 , 2015년 2월.
32. "지역교회의 문화사역을 통한 복음전도," 『선교와 신학』 , 2015년 6월.
33. "선교적 교회개척을 위한 모색," 『교회와 신학』 , 2016년 2월.
34. "선교적 과제로서의 젠더 통합적 리더십형성을 위한 과제" 『선교신학』 , 2016년 2월.
35. "한국여성선교사의 교육선교: 회심경험이 사역성과에 미치는 영향," 『선교와 신학』 , 2016년 8월.
36. "여성선교사의 관점에서 본 서서평의 삶과 사역," 『교회와 신학』 , 2017년 2월.
37. "에니 베어드의 삶과 선교사역에 대한 고찰," 『장신논단』 , 2017년 12월.
38. "로잔운동의 관점에서 본 교회개혁," 『선교신학』 , 2018년 2월.
39. "CWME 아루샤 대회에 대한 선교신학적 평가," 『선교신학』 , 2018년 8월.
40. "선교적 그리스도인으로서의 신노년세대연구," 『선교신학』 , 2019년 2월.
41. "르네 파딜라의 총체적 선교연구," 『복음과 선교』 , 2019년 7월.
42. "한국전쟁과 남한교회:전쟁과 평화에 대한 선교학적 단상," 『 한국기독교문화연구』 , 2019. 12월.
43. "한국적 일터사역의 형성모색:로잔운동을 중심으로," 『선교와신학』 , 2020년 2월.
44. "한국선교역사의 숨겨진 인물: 김광명여사의 삶과 선교," 『현대선교』 , 2020년 2월.

## 같이 보기
- 한국의 신학자 목록
- 한국의 여성신학자